# نرایر سارگسیان (کارگردان)
نرایر سارگسیان (ارمنی: Նորայր Սարգսյան ؛ زادهٔ ۱ ژانویهٔ ۱۹۳۶ - درگذشته ۱۸ ژانویهٔ ۱۹۹۵) کارگردان تئاتر اهل ارمنستان بود.

## زندگی‌نامه
وی در ۱ ژانویهٔ ۱۹۳۶ در ایروان به دنیا آمد و از آکادمی دولتی هنرهای زیبای ارمنستان فارغ‌التحصیل گشت. وی در تئاتر مخاطبان نوجوان, فرهنگستان دولتی تئاتر سوندوکیان و تالار آکادمی ملی اپرا و باله آلکساندر اسپنداریان فعالیت می‌کرد. همچنین برندهٔ جوایزی همچون جایزه دولتی ارمنستان شوروی و چهره هنری شایسته ارمنستان شوروی شده‌است. وی در ۱۸ ژانویهٔ ۱۹۹۵ در سن ۵۹ سالگی در ایروان درگذشت.